# سیارک ۱۳۳۷
سیارک ۱۳۳۷ (به انگلیسی: 1337 Gerarda، نامگذاری:1934RA1) هزار و سیصد و سی و هفتمین سیارک کشف شده‌است که در ۹ سپتامبر ۱۹۳۴ کشف شد.
قدر مطلق سیارک برابر ۱۱٫۰۶ است.